# 屯番制
屯番制或稱番屯制，為清朝治理邊疆不同民族之制度，融合土司制、屯田制與改土歸流政策，又稱改土歸屯。

## 四川
乾隆十七年（1752年），改四川雜谷安撫司置雜谷廳，仿湖南苗疆練兵、屯兵之制，以降順番民設雜谷腦屯、乾堡寨上孟董屯、下孟董屯、九子寨屯，屯戶都是番民。
三十八年（1773年），第二次金川之戰期間，攢拉漢牛番民292戶首先歸降，劃地安插屯墾。四十一年（1776年），戰役結束後，以原兩金川土司之地設置美諾廳、阿爾古廳，四川總督福康安奏准以投降的番民設番屯；四十八年（1783年），改設懋功屯務廳，屯戶共1,043戶，屯墾成熟照攢拉漢牛番屯之例徵收，每戶雜糧二斗一升八勺五抄。
懋功廳至清末共領有五大番屯（攢拉八角碉屯、撫邊屯、章谷屯、崇化屯、綏靖屯）、二土司，置同知處理番屯事務。

## 臺灣
是因為台灣熟番幫助清廷平息林爽文之亂有功，而理解熟番的武力可維持台灣的治安，因此開始在1788年林爽文事件結束後，模仿四川兩金川地區的屯番制，以熟番設屯開墾，同時防治民番衝突，屯番制在此時開始在全臺使用，共設有十二屯，大屯四處每處四百人，小屯八處每處三百人，番屯內之番丁亦稱平埔屯丁。